# 朝岡慶太郎
朝岡 慶太郎（あさおか けいたろう）はTBSテレビ制作局所属の演出家・プロデューサー。

## 人物
- 以前はディレクターとして活躍していた。
- 2006年には｢ドリーム・プレス社｣で総合演出・プロデューサーを担当するのだが、2007年には｢21世紀エジソン｣では小谷和彦チーフプロデューサーの下でプロデューサーのみの担当、2009年には｢お茶の水ハカセ｣でチーフディレクターに昇格する。
- 2011年4月には音楽番組｢カミスン!｣で古谷英一、帯純也、志賀大士プロデューサーの下で総合演出のみの担当をするも、2012年の｢火曜曲!｣ではディレクター、そして再び総合演出を担当していた。

## 過去の担当番組
- ディレクター
  - ウンナンのホントコ!
  - しあわせ家族計画
  - バラエティニュース キミハ・ブレイク
  - 第43回日本レコード大賞

- プロデューサー
  - 21世紀エジソン
  - ひと・まち紀行 日本の元気を、明日へ。世界へ。

- 総合演出・プロデューサー
  - ドリーム・プレス社
  - キズナ食堂

- チーフディレクター
  - お茶の水ハカセ

- ファミリープランナー
  - ファミ☆ピョン

- 総合演出
  - カミスン!
  - 火曜曲!